# 田景红
田景红（1966年9月—），女，汉族，河北廊坊人，中华人民共和国政治人物。现任廊坊市政协副主席，九三学社廊坊市委主委。第十四届全国人大代表。